# Enkianthus sikokianus
Enkianthus sikokianus là một loài thực vật có hoa trong họ Thạch nam. Loài này được (Palib.) Ohwi mô tả khoa học đầu tiên năm 1953.